# Hathras (district)
Hathras, voorheen bekend als Mahamaya Nagar, is een district van de Indiase staat Uttar Pradesh. Het district telt 1.564.708 inwoners (2011) en heeft een oppervlakte van 1752 km².
Het district Hathras maakt deel uit van de divisie Aligarh en omvat grofweg het gebied tussen de steden Aligarh, Mathura en Agra. De hoofdstad is Hathras. Andere steden binnen het district zijn onder meer Mursan, Sadabad, Sasni en Sikandra Rao.